# Donjon ve Vincennes
Donjon ve Vincennes je gotická věž na zámku ve Vincennes. Donjon byl postaven v letech 1364–1370 jako královské sídlo, posléze byl využíván jako věznice. Se svou výškou 50 metrů patří k nejvyšším v Evropě. Donjon je spolu se zámkem od roku 1993 chráněn jako historická památka.

## Seznam osobností vězněných v donjonu
- Jindřich IV. (1574)
- Jindřich II. Bourbon-Condé (1616)
- Jean Duverger de Hauranne (1638–1643)
- Jean-François Paul de Gondi (1652–1654)
- Nicolas Fouquet (1661-)
- Jean Henri, zvaný Latude (1749–1750)
- Honoré Gabriel Riqueti de Mirabeau (1777–)
- Étienne Antoine Boulogne
- Ferdinand de Géramb
- markýz de Sade (1777, 1778–1784)
- Armand Barbès
- Louis Auguste Blanqui (1848)
- François-Vincent Raspail